# Lolita (moda)

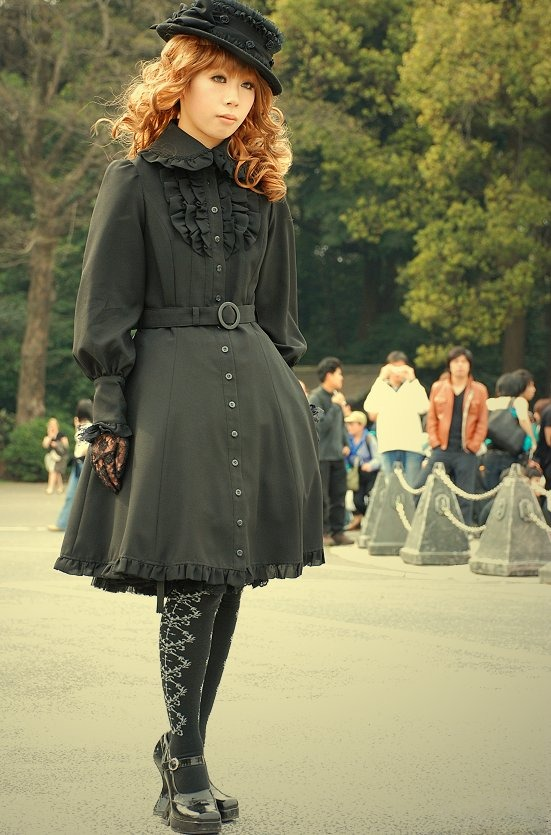
Kuro Lolita w Harajuku, Tokio.

Moda Lolita lub Lolita fashion (jap. ロリータ・ファッション Rorīta fasshon) – moda młodzieżowa pochodząca z Japonii powstała w oparciu o styl z epoki wiktoriańskiej, jak również rokoko. Została zapoczątkowana w latach 80. XX wieku.

## Termin
Określenie lolita w kontekście mody nie ma podtekstów seksualnych, w przeciwieństwie do terminu z książki Lolita Nabokova, a jego stosowanie w języku japońskim może być uznane za wasei-eigo. Często uważa się również, że moda została częściowo stworzona jako reakcja na rosnącą skłonność do noszenia zbyt odkrytych ubrań przez młodych ludzi, zwłaszcza dziewczęta w nowoczesnym społeczeństwie. Osoby hołdujące tej modzie wolą określać się wyrażeniami „uroczy/a” lub „elegancki/a”, a nie „sexy”.

## Historia
Chociaż wiele osób wskazuje Japonię jako miejsce powstania mody lolita, a zwłaszcza wpływ anime w mediach, który ją spopularyzował, pochodzenie trendu pozostaje niejasne. Prawdopodobne jest, że ruch rozpoczął się pod koniec lat 70. XX wieku, kiedy to znane marki takie jak Pink House, Milk oraz Pretty (później znana jako Angelic Pretty) rozpoczęły sprzedaż ubrań, które mogłyby być uznane za „lolita” według dzisiejszych standardów. Wkrótce potem powstały takie marki jak Baby, The Stars Shine Bright i Metamorphose temps de fille. W latach 90. moda lolita zaczęła być szerzej znana dzięki zespołowi Princess Princess i innym mu podobnym, działającym w tym okresie, dzięki członkom noszącym ubrania zainspirowane modą lolita.

## Charakterystyka
Styl lolita cechuje się skromnym wyglądem, skupiając swoją uwagę na dbałości co do jakości materiałów i produkcji odzieży. Klasyczną częścią stroju jest długa spódnica do kolan w kształcie dzwonu, ale asortyment rozszerzył się o spódnice do kostek oraz gorsety. Częścią kostiumu są też bluzki, podkolanówki i pończochy oraz różne nakrycia czy dekoracje głowy. Istotnym elementem stroju lolity jest również bielizna: halka nadaje spódnicy odpowiedni kształt, a dzięki pantalonom lolita może zachować skromny wygląd. Moda lolita ewoluowała w kilka różnych podgatunków i wykształciła subkulturę, która jest obecna w wielu częściach świata.

## Wpływ i popularność
Styl Lolita został spopularyzowany przez artystów używających bardziej kobiecego stylu visual kei. Visual kei to styl panujący wśród japońskich muzyków (zazwyczaj mężczyzn), którego ważnymi elementami są makijaż, wymyślne fryzury i ekstrawaganckie kostiumy. Mana, crossdresser kompozytor i gitarzysta zespołu Malice Mizer i Moi dix Mois, jest powszechnie uznawany za zwolennika stylu, który pomógł mu zyskać popularność. Jest również założycielem firmy odzieżowej Moi-même-Moitié, dla której stworzył takie linie ubrań jak Elegant Gothic Lolita (EGL) oraz Elegant Gothic Aristocrat (EGA).

## Rodzaje stylów
Najpopularniejsze rodzaje, które wykształciły się w modzie lolita:

### Gothic Lolita

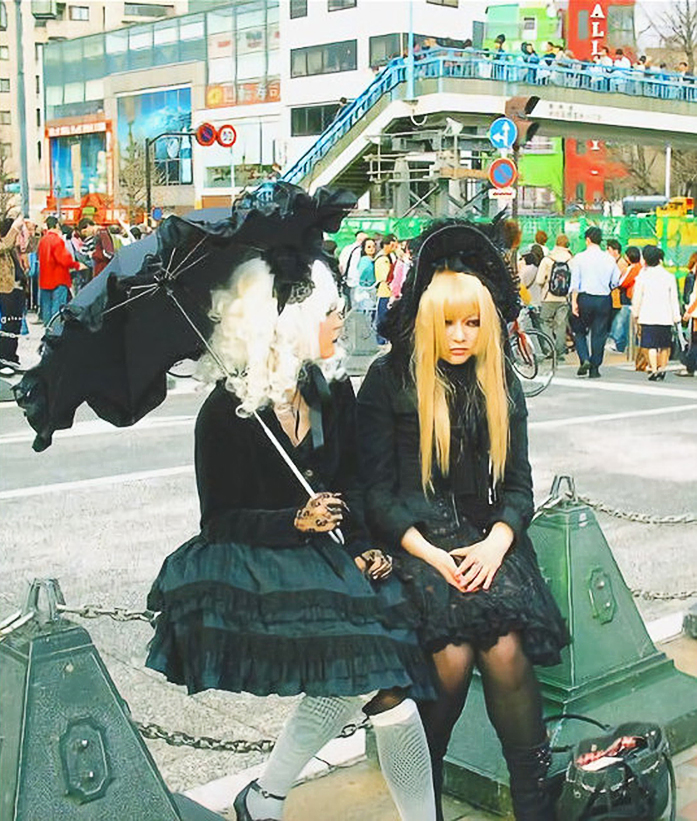
Dwie gothic lolity w Harajuku, Tokio

Gothic lolita, czasami skracane do GothLoli (jap. ゴスロリ gosu rori) – mimo że nazwa „Gothic” Lolita nawiązuje do mody gotyckiej jako całości, styl opiera się głównie na stylu gotów inspirowanym strojami z epoki wiktoriańskiej. Podgatunek wywodzi się z Harajuku, z końca lat 1990. Moda Gothic lolita charakteryzuje ciemniejszym makijażem i ubraniami. Czerwona szminka i przydymione oczy (ang. „smokey eyes”) lub starannie podkreślone czarnym eyelinerem, to typowy makijaż, choć jak we wszystkich podgatunkach lolita wygląd pozostaje dość naturalny. Tak jak w przypadku niektórych zachodnich stylów gotyckich, biżuteria z krzyżami, symbole religijne, torebki w kształcie nietoperzy, trumien i krucyfiksów są również używane jako akcesoria uzupełniające gotycki wygląd lolity.
Elegant Gothic Lolita (EGL) i Elegant Gothic Aristocrat (EGA) są podgatunkami mody Gothic lolita (oraz aristocrat fashion) stworzonymi przez rockowego muzyka visual kei Manę dla jego sklepu Moi-même-Moitié.

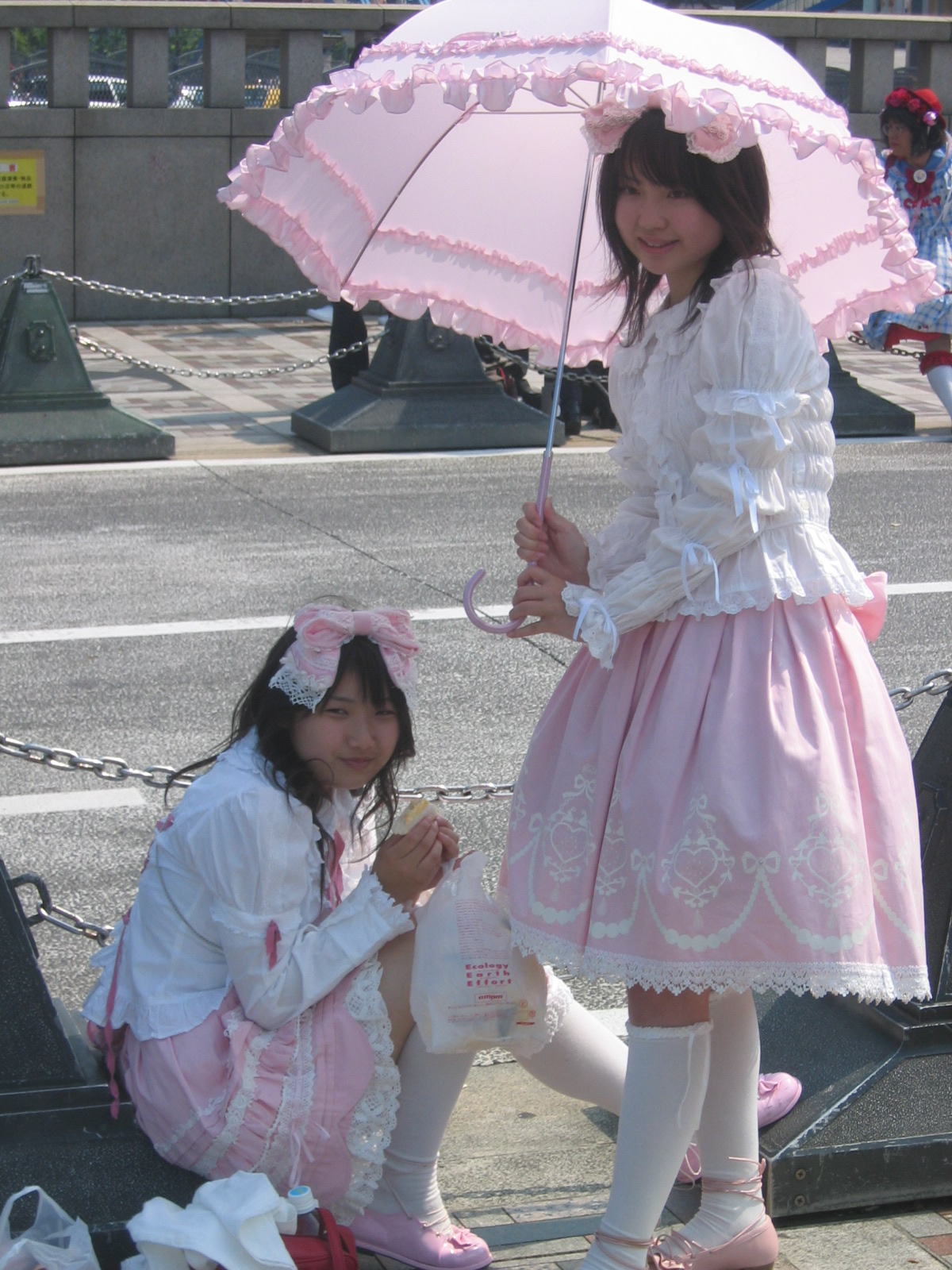
Sweet lolity w kolorach różu

### Sweet Lolita
Sweet Lolita, znany także jako ama-loli (jap. 甘ロリ ama rori) – inspirowany stylami rococo, wiktoriańskim, jak i edwardiańskim. Styl skupia się głównie na dziecięcym wyglądzie. Charakteryzują go jasne, pastelowe kolory, wzory i ozdoby w kształcie kwiatów, słodyczy, bądź owoców, kokardy i koronki oraz dziecięce fryzury. Popularnym motywem sweet lolity są odniesienia do Alicji w Krainie Czarów i klasycznych baśni. Lekki i naturalny makijaż jest powszechne używany również w większości stylów lolita.

### Classic Lolita
Classic Lolita – bardziej dojrzały styl lolity, który skupia się na stylach z epok regencji i wiktoriańskiej. Kolory i wzory stosowane w strojach klasycznej lolity mogą być postrzegane jako coś między stylami Gothic a Sweet. Ten zestaw może być postrzegany jako bardziej wyrafinowany i dojrzały ze względu na zastosowanie małych, skomplikowanych wzorów, jak również bardziej stonowanych kolorów tkanin i ogólnego wyglądu. W przeciwieństwie do innych stylów lolita, wiele spódnic ma kształt litery A zamiast typowego kształtu dzwonu.

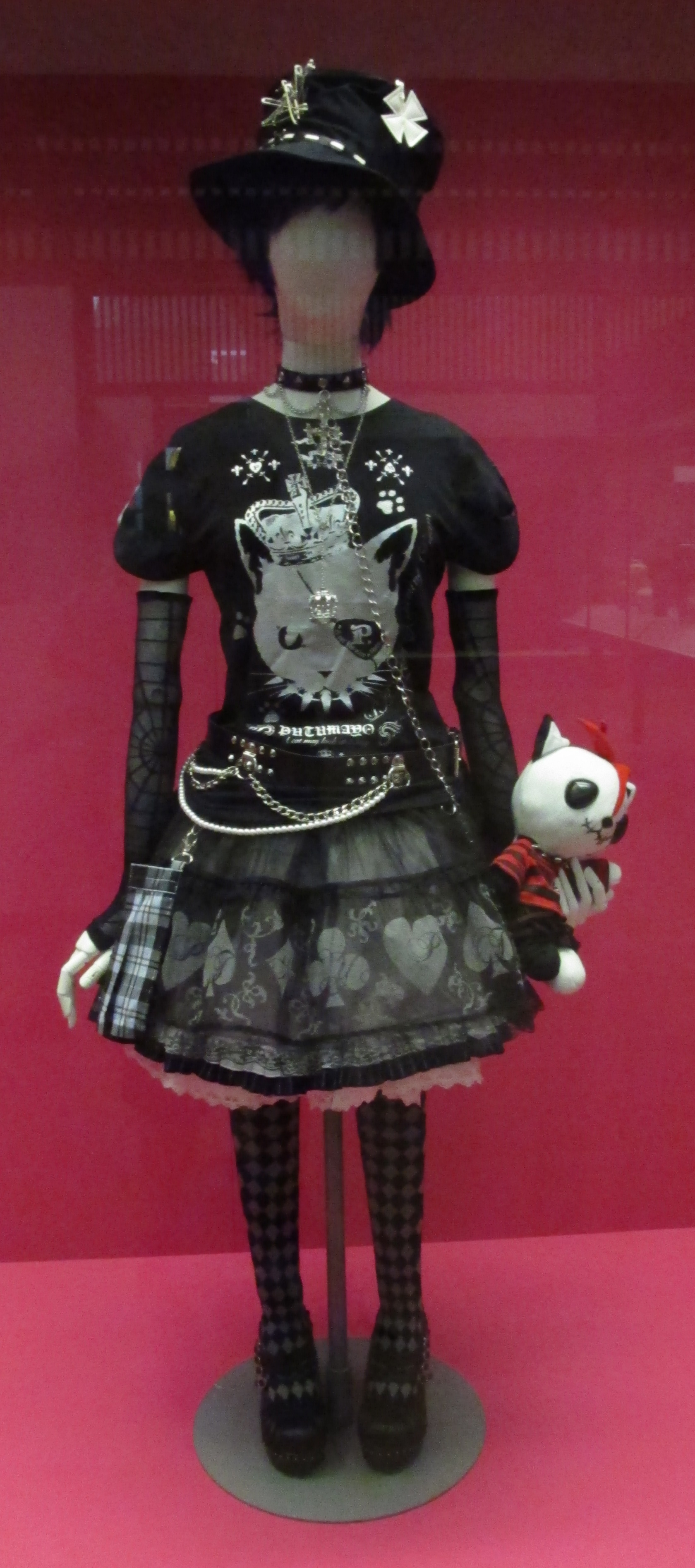
Punk Lolita na wystawie w Muzeum Wiktorii i Alberta, w Londynie

### Punk Lolita
Punk Lolita – łączy elementy mody punkowej i lolita fashion. Poszarpane materiały lub sitodruk, krawaty, łańcuchy, ćwieki, szpilki, tartany, paski i androgyniczne fryzury są typowymi elementami stroju tego podgatunku.

## Lolita w kulturze

### Anime
- Le Portrait de Petit Cossette[16]
- Paradise Kiss[17]
- Princess Princess[18]
- Shiki[19]
- Tsukuyomi: Moon Phase[20]

### Manga
- Doors of Chaos[21]
- IC in a Sunflower[22]
- Othello[23]
- R.I.P.: Requiem in Phonybrian[24]
- Rozen Maiden[25]
- The Embalmer[25]

### Gry komputerowe
- Touhou Project